# Al-Rass
Al-Ras (chiamata anche Ar Rass, o semplicemente  Rass; in lingua araba الرس) è una città dell'Arabia Saudita nella provincia di al-Quasim. Si trova a sudest di Burayda, capitale della provincia, e a nord di Riad, capitale dell'Arabia Saudita.
È la terza città della provincia di Al Qassim per popolazione, stimata in 133 000 abitanti (censimento del 2010), distribuiti su un'area di circa 60 km².
Rass significa "antico pozzo" in lingua araba e fu citata in un poema di Hassan ibn Thabit, il poeta che fu compagno (Sahaba) di Maometto.
La città è governata dalla famiglia Al A'ssaf. Ha 19 sottogovernatori ufficiali ed è circondata da circa duecento villaggi e insediamenti di beduini, principalmente ai lati sud e ovest.

## Posizione
Al-Ras si trova quasi a 400 km a nord di Riad, 50 km a ovest di Unaizah, e circa a 80 km a sudovest di Buraydah, capitale della provincia cui appartiene. È inoltre a sud di Al Khabra, a ovest di Badaya'a, a est di Qasr Bin Okayel e a nord di Dakhnah.

## Geografia
Ras si trova su un terreno Nejd, con dune che circondano la città eccetto il lati ovest e sud, che sono occupati da insediamenti beduini.
La valle Wadi al-Rummah attraversa la città da nord a sud. Vi sono parecchi plateau medio-alti e montagne basse che circondano la città, specialmente sul lato meridionale, che sono chiamate dai locali "Jebel Algoshie".

### Clima
La città di Al-Ras ha un clima tipicamente desertico, noto per gli inverni feddi e le estati calde e aneroidi, con bassa umidità. La temperatura media in inverno oscilla tra gli 8° e i 21 °C. Giugno, luglio, agosto e settembre sono i mesi più caldi. In estate la temperatura può raggiungere livelli estremi (tra i 39 °C e i 49 °C).

## Sport
La squadra principale di calcio della città che milita in prima serie è la Al-Hazm Rass